# Пругаста туна
Пругаста туна је врста рибе,средње величине, која живи у океанима.

## Карактеристике
Врло је богата намирница,богата је витаминима и минералима као и протеинима. Нараста до 140 cm и тежине до 60 kg. Животни век јој је до 9 година.

## Употреба
Месо је светлије боје и користи се за прављење сушија. Боја леђа је тамноплава а трбушна страна је бела.